# Agnieszka Skalniak
Agnieszka Skalniak-Sójka (Muszyna, 22 april 1997) is een Poolse wielrenster die sinds 2023 rijdt bij Canyon//SRAM Racing.

## Carrière
In 2019 en 2020 reed ze voor de Nederlandse wielerploeg CCC-Liv. Ervoor reed ze bij Astana Women's Team en het Belgische Experza-Footlogix.
In 2014 en 2015 won ze brons op het wereldkampioenschap op de weg voor junioren. In 2015 werd ze bij de junioren Pools kampioene op de weg en Europees kampioene in de tijdrit. Bij de elite stond ze al op het podium in de weg- en tijdrit op het Pools kampioenschap en in 2018 won ze de tweede etappe van de Tsjechische rittenkoers Tour de Feminin - O cenu Českého Švýcarska in een sprint-à-deux met Maria Novolodskaya.
In 2019 werd ze tweede op het Pools kampioenschap op de weg bij de elite. In 2021 won ze een etappe en het eindklassement van de Belgrade GP Woman Tour en in 2022 won ze het Pools kampioenschap tijdrijden voor elite. In dat jaar won ze diverse etappes en de eindklassementen van de Lotto Belgium Tour, Gracia Orlová, Princess Anna Vasa Tour en de Ronde van Toscane.

## Palmares
2014

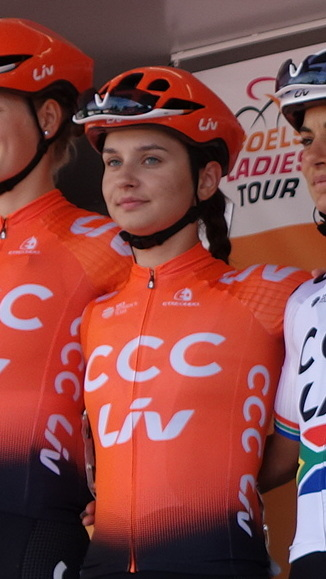
Skalniak in de Boels Ladies Tour 2019.

 Wereldkampioenschap op de weg, junior
2015
 Pools kampioene op de weg, junior
 Europees kampioene tijdrijden, junior
 Wereldkampioenschap op de weg, junior
2017
 Pools kampioenschap tijdrijden, elite
2018
2e etappe Tour de Feminin - O cenu Českého Švýcarska
2019
 Pools kampioenschap op de weg, elite
 Pools kampioenschap tijdrijden, belofte
2021
1e etappe Belgrade GP Woman Tour
Eindklassement Belgrade GP Woman Tour
2022
 Pools kampioene tijdrijden, elite
1e, 3e (deel B) en 4e etappe Gracia Orlová
Eind- en puntenklassement Gracia Orlová
Ladies Tour of Estonia
Proloog Lotto Belgium Tour
Eindklassement Lotto Belgium Tour
1e, 2e en 3e etappe Princess Anna Vasa Tour
Eind- en puntenklassement Princess Anna Vasa Tour
Proloog Giro della Toscana-Memorial Michela Fanini
Eind- en puntenklassement Giro della Toscana-Memorial Michela Fanini
2023
 Pools kampioene tijdrijden, Elite
2025
 Pools kampioene tijdrijden, Elite

### Resultaten in voornaamste wedstrijden
| Jaar | Ronde van Italië | Ronde van Frankrijk | Ronde van Spanje |
| ---- | ---------------- | ------------------- | ---------------- |
| 2017 |                  |                     |                  |
| 2018 |                  |                     |                  |
| 2019 |                  |                     |                  |
| 2020 |                  |                     |                  |
| 2021 |                  |                     |                  |
| 2022 |                  |                     |                  |
| 2023 |                  | 54e                 | 55e              |
| 2024 |                  | 87e                 |                  |
| 2025 |                  | opgave              | 53e              |

| Jaar | Milaan-San Remo | Gent-Wevelgem | Ronde van Vlaanderen | Parijs-Roubaix | Amstel Gold Race | Luik-Bast.‑Luik | Strade Bianche |  | WK op de weg |
| ---- | --------------- | ------------- | -------------------- | -------------- | ---------------- | --------------- | -------------- |  | ------------ |
| 2017 |                 |               | opgave               |                | 30e              | 42e             |                |  |              |
| 2018 |                 |               |                      |                | opgave           | opgave          |                |  |              |
| 2019 |                 |               |                      |                | opgave           | 49e             | buit.tijd      |  |              |
| 2020 |                 |               |                      |                |                  |                 |                |  |              |
| 2021 |                 |               |                      |                |                  |                 |                |  |              |
| 2022 |                 |               |                      |                |                  |                 |                |  | 64e          |
| 2023 |                 | opgave        | opgave               | 34e            | 53e              |                 | 56e            |  | 14e          |
| 2024 |                 | 48e           |                      | opgave         |                  |                 |                |  | opgave       |
| 2025 | 51e             | 41e           | 70e                  |                |                  |                 |                |  |              |

## Ploegen
- 2017 –  Astana Women's Team
- 2018 –  Experza-Footlogix
- 2019 –  CCC-Liv
- 2020 –  CCC-Liv
- 2021 –  Mat Atom Deweloper
- 2022 –  ATOM Deweloper Posciellux.pl Wrocław
- 2023 –  Canyon-SRAM
- 2024 –  Canyon-SRAM
- 2025 –  Canyon//SRAM zondacrypto

Demey · Van der Heijden · Korevaar · Kuijpers · Lach · Markus · Moolman-Pasio · Rooijakkers · Skalniak · Stultiens · Vos
Bertizzolo · Demey · Van der Heijden · Jaskulska · Korevaar · Kuijpers · Lach · Markus · Moolman-Pasio · Nerlo · Paladin · Rooijakkers · Skalniak · Stultiens · Vos
Bäckstedt (vanaf 1/9) · Bauernfeind · Bossuyt · Bradbury · Chabbey · Cromwell · van der Duin · Dygert · Niedermaier · Niewiadoma · Paladin · Rooijakkers · Roy · Skalniak-Sójka · Towers
Bäckstedt · Bauernfeind · Bossuyt · Bradbury · Chabbey · Cromwell · Czapla · van der Duin · Dygert · Morrice · Niedermaier · Niewiadoma · Paladin · Skalniak-Sójka · Towers
Aintila · Bäckstedt · Bauernfeind · Bradbury · Consonni · Cromwell · Czapla · van der Duin · Dygert · Klöser · Kolesava · Martins · Niedermaier · Niewiadoma · Paladin · Skalniak-Sójka · Towers · Uttrup Ludwig